# Dušan Joksimović
Pour les articles homonymes, voir Joksimović.
Dušan Joksimović est un directeur de la photographie yougoslave (jusqu'en 2003) puis serbe, né le 11 décembre 1963 à Belgrade (alors capitale de la République fédérale de Yougoslavie).

## Biographie
Travaillant essentiellement avec des réalisateurs serbes ou d'autres pays issus de l'ex-Yougoslavie, il est notamment le collaborateur régulier de son compatriote Srđan Dragojević, dont ses films plus connus : Nous ne sommes pas des anges, Joli Village, Jolie Flamme, Rane et La Parade.
Il a aussi participé à quelques productions extérieures à l'ex-Yougoslavie, comme Luna Papa de Bakhtiar Khudojnazarov.

## Filmographie partielle
Les titres sont donnés en priorité avec leur titre français, en second lieu avec leur titre anglais international, ou avec leur titre original s'il existe ni titre français ni titre international.

### Comme directeur de la photographie
Ne sont mentionnés ici que les films pour lesquels il a été le principal directeur de la photographie. Ceux pour lesquels il a travaillé dans des équipes secondaires sont listés dans la section suivante.
- 1992 : Nous ne sommes pas des anges (Mi nismo anđeli) de Srđan Dragojević
- 1994 : Dva sata kvalitetnog programa (téléfilm) de Srđan Dragojević
- 1996 : Joli Village, Jolie Flamme (Lepa sela lepo gore) de Srđan Dragojević
- 1997 : Frauen in Schwarz (documentaire) de Helga Reidemeister (de) et Zoran Solomun
- 1998 : Rane de Srđan Dragojević
- 1999 : Luna Papa de Bakhtiar Khudojnazarov
- 2001 : Le Marché chinois (Der chinesische Markt) (documentaire) de Vladimir Blazevski et Zoran Solomun
- 2002 : Headnoise (en) (Zvenenje v glavi) d'Andrej Košak (sl)
- 2004 : Suburbs (Predmestje) de Vinko Möderndorfer (en)
- 2005 : Mi nismo anđeli 2 de Srđan Dragojević
- 2005 : The Keeper: The Legend of Omar Khayyam (en) de Kayvan Mashayekh
- 2008 : Saint George tue le dragon (Sveti Georgije ubiva azdahu) de Srđan Dragojević
- 2008 : Pokrajina St.2 de Vinko Möderndorfer (en)
- 2009 : Wait for Me and I Will Not Come (en) (Cekaj me, ja sigurno necu doci) de Miroslav Momčilović
- 2009 : Kandidatka in sofer (téléfilm) de Vinko Möderndorfer (en)
- 2009-2010 : Ono kao ljubav (série télévisée) de Gorčin Stojanović (sr)
- 2010 : Daca bobul nu moare de Sinișa Dragin (en)
- 2011 : La Parade (Parada) de Srđan Dragojević
- 2011 : Neprijatelj  de Dejan Zečević (en)
- 2012 : En attendant la mer (V Ozhidanii Morya) de Bakhtiar Khudojnazarov
- 2013 : Falsifier (en) (Falsifikator) de Goran Marković
- 2014 : Holidays in the Sun (Atomski zdesna) de Srđan Dragojević
- 2016 : Train Driver's Diary (en) (Dnevnik masinovodje) de Miloš Radović
- 2016 : Herd (Stado) de Nikola Kojo (en)
- 2016 : Dnevnik masinovodje (série télévisée) de Miloš Radović
- 2017 : Mamurluci (série télévisée) de Srđan Dragojević

### Autres
- 1995 : Underground d'Emir Kusturica - directeur de la photographie de deuxième équipe à Belgrade
- 2003 : Spare Parts (Rezervni deli) de Damjan Kozole (en) - opérateur caméra de deuxième équipe
- 2012 : Doktor Rej i đavoli (en) de Dinko Tucaković - photographie additionnelle

## Distinctions

### Récompenses
- Festival du film méditerranéen de Cologne 2002 : meilleure photographie pour Headnoise (en) (Zvenenje v glavi)
- Festival du film slovène 2008 : meilleure photographie pour Pokrajina St.2

### Nomination
- Prix Gopos (Roumanie) 2012 : nomination pour la meilleure photographie pour Daca bobul nu moare